# Монастырь Тврдош
Монастырь Тврдош (серб. Манастир Тврдош) в честь Успения Пресвятой Богородицы — монастырь Сербской православной церкви в общине Требине в Республике Сербской. Располагается на скалах, на правом берегу реки Требишницы у деревни Тврдош, в 4 километрах от города Требине. Монастырь Тврдош известен тем, что здесь принял постриг выдающийся сербский православный подвижник Василий Острожский.
Монастырь также широко известен как центр виноделия.

## История
Существует предание, в котором говорится, что монастырь построил император Константин Великий и его мать Елена в IV веке. В конце XIII или начале XIV века Тврдош был восстановлен сербским королём Стефаном Урошем II Милутином.
Монастырь Твердош был построен около 1509 года, а в 1517 году он был украшен фресками дубровницкий живописец Вице Ловров. Почти 200 лет Тврдош был центром Требинской митрополии. В 1667 году монастырь сильно пострадал от землетрясения, но был восстановлен митрополитом Василием Острожским. В 1694 году во время Великой Турецкой войны венецианцы взорвали монастырь. В начале XVIII века было несколько попыток восстановить разрушенный монастырь. В этом стремлении выделялись митрополит Нектарий и игумен Исайя.
В 1928 году разбогатевший в Америке требинец Николай Руневац дал средства на восстановление монастыря. С 1955 года началось интенсивное возрождение.
После разрушения в 1992 году Свято-Троицкого собора в Мостаре, в Тврдош была перенесена кафедра Захумско-Герцеговинского епископа.

## Галерея

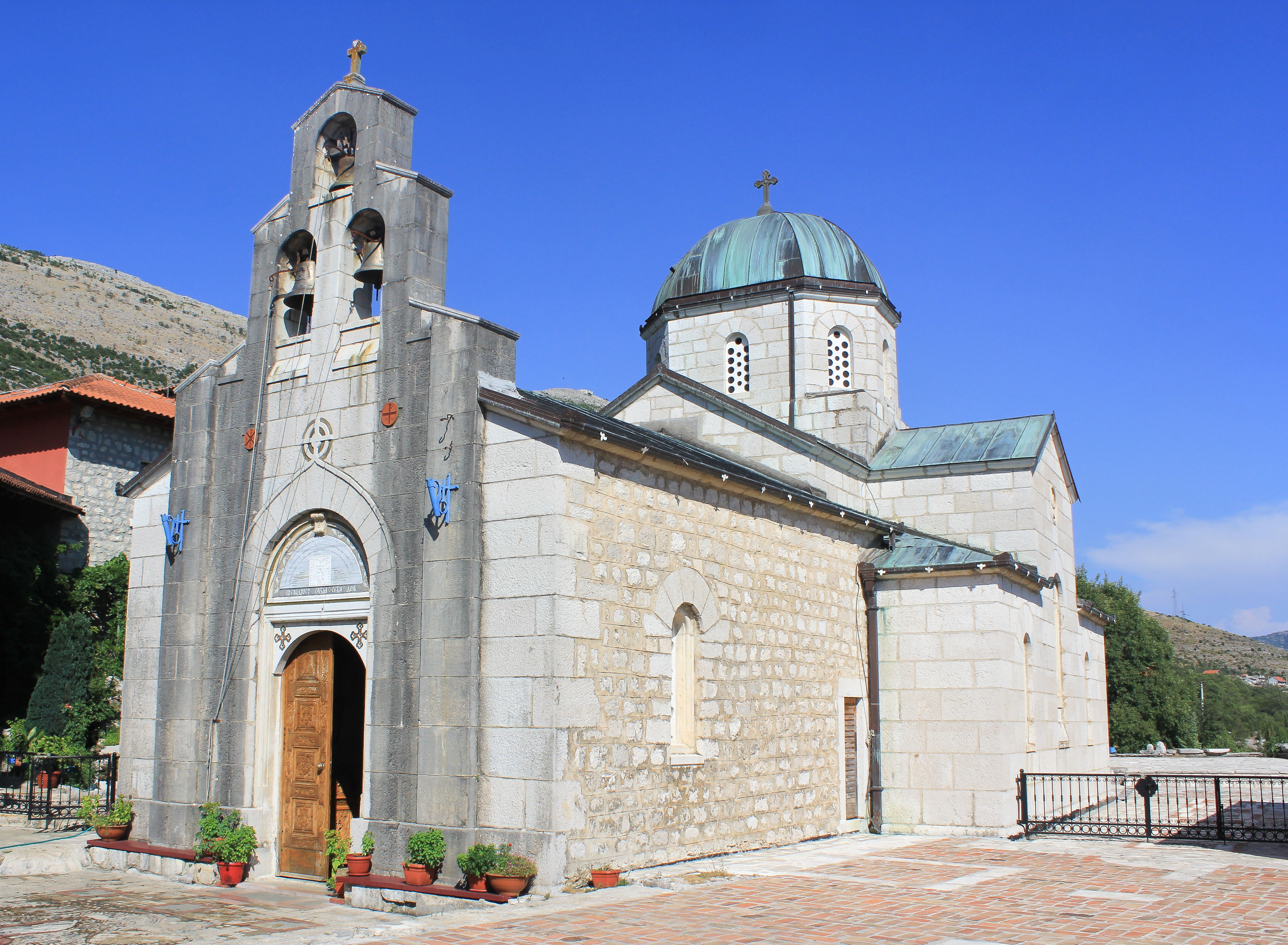
Храм Успения Божией Матери
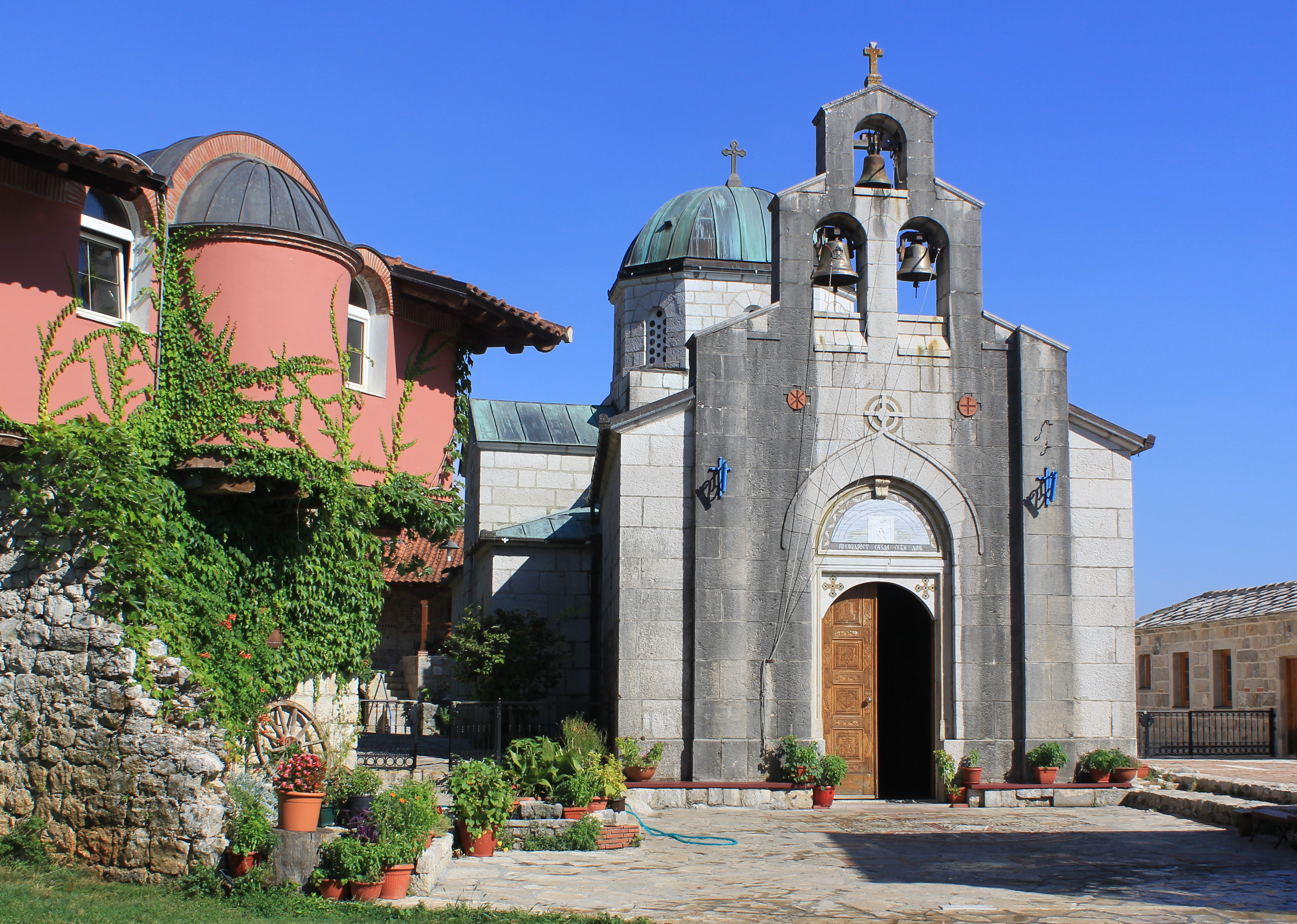
Дворик перед храмом Успения Божией Матери
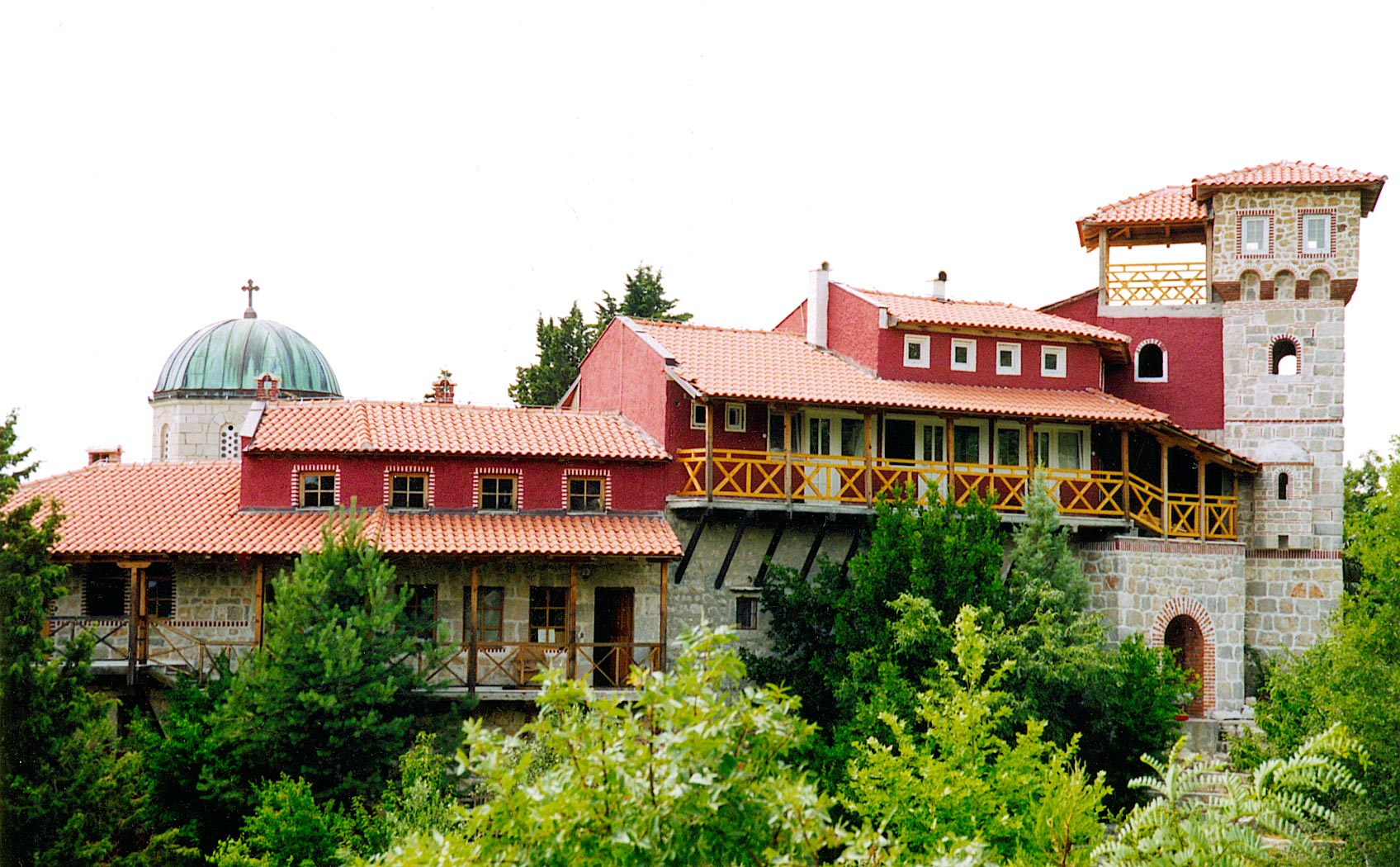
Вид монастыря от въездных врат (с дороги)
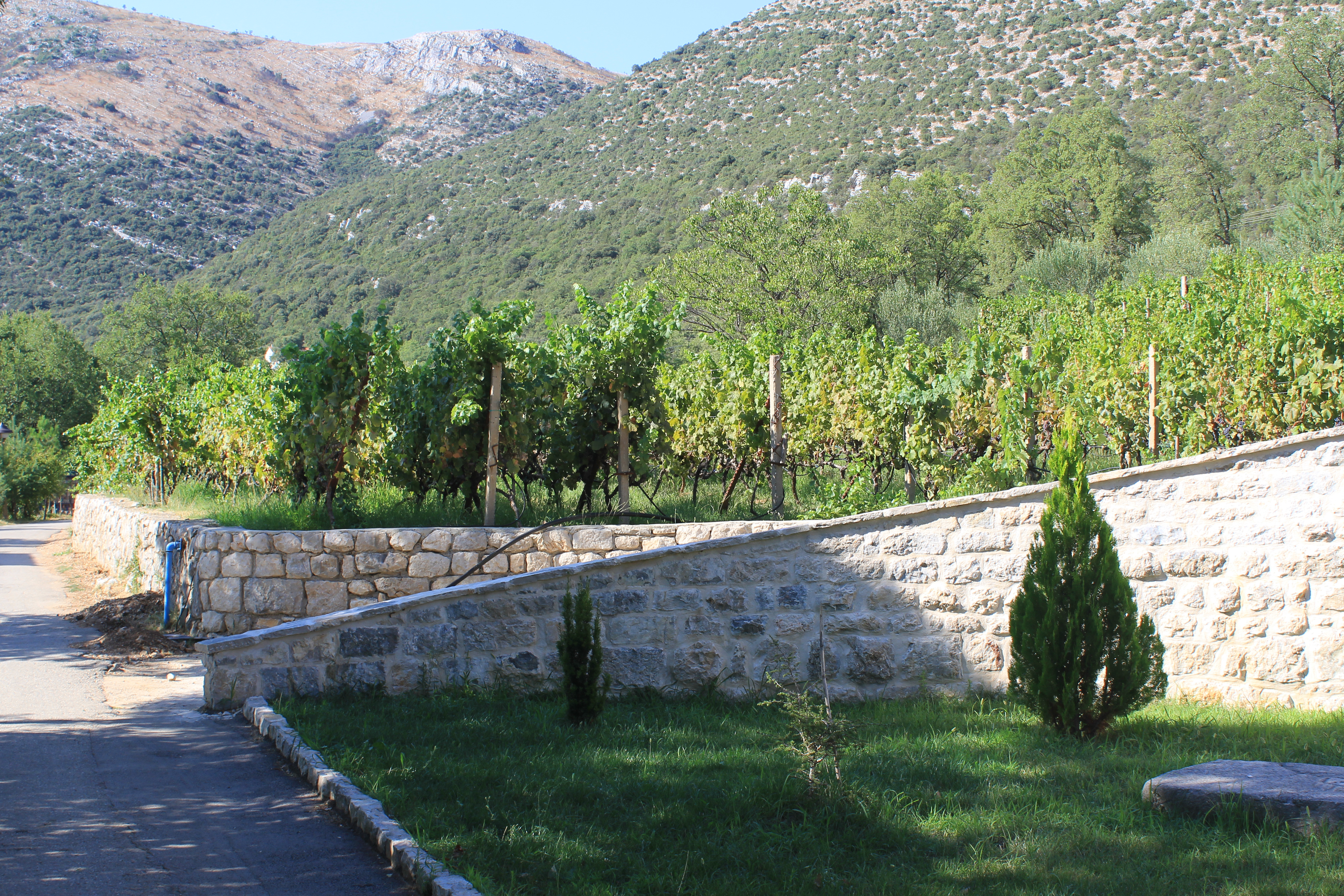
Виноградник на территории монастыря
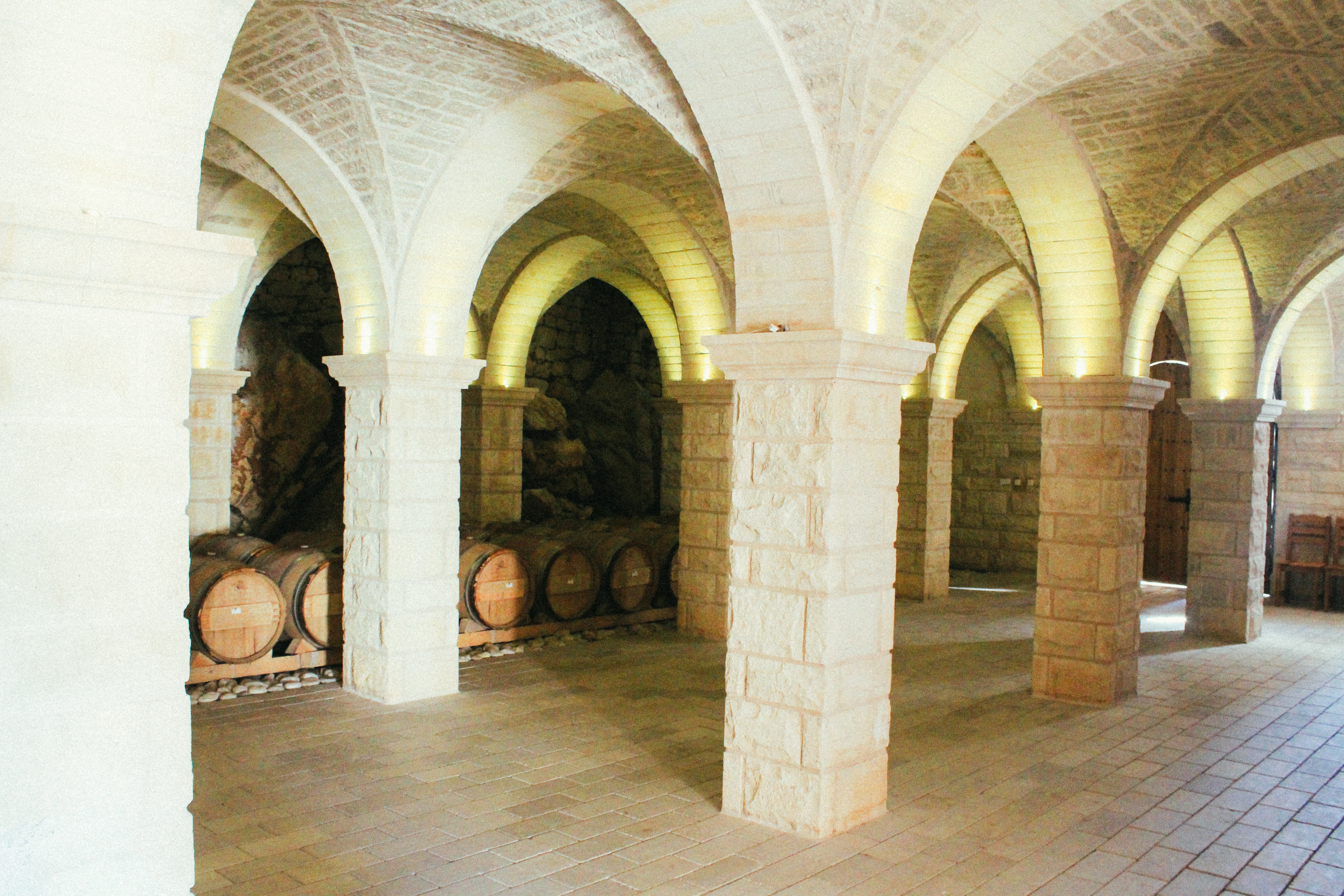
Винный погреб
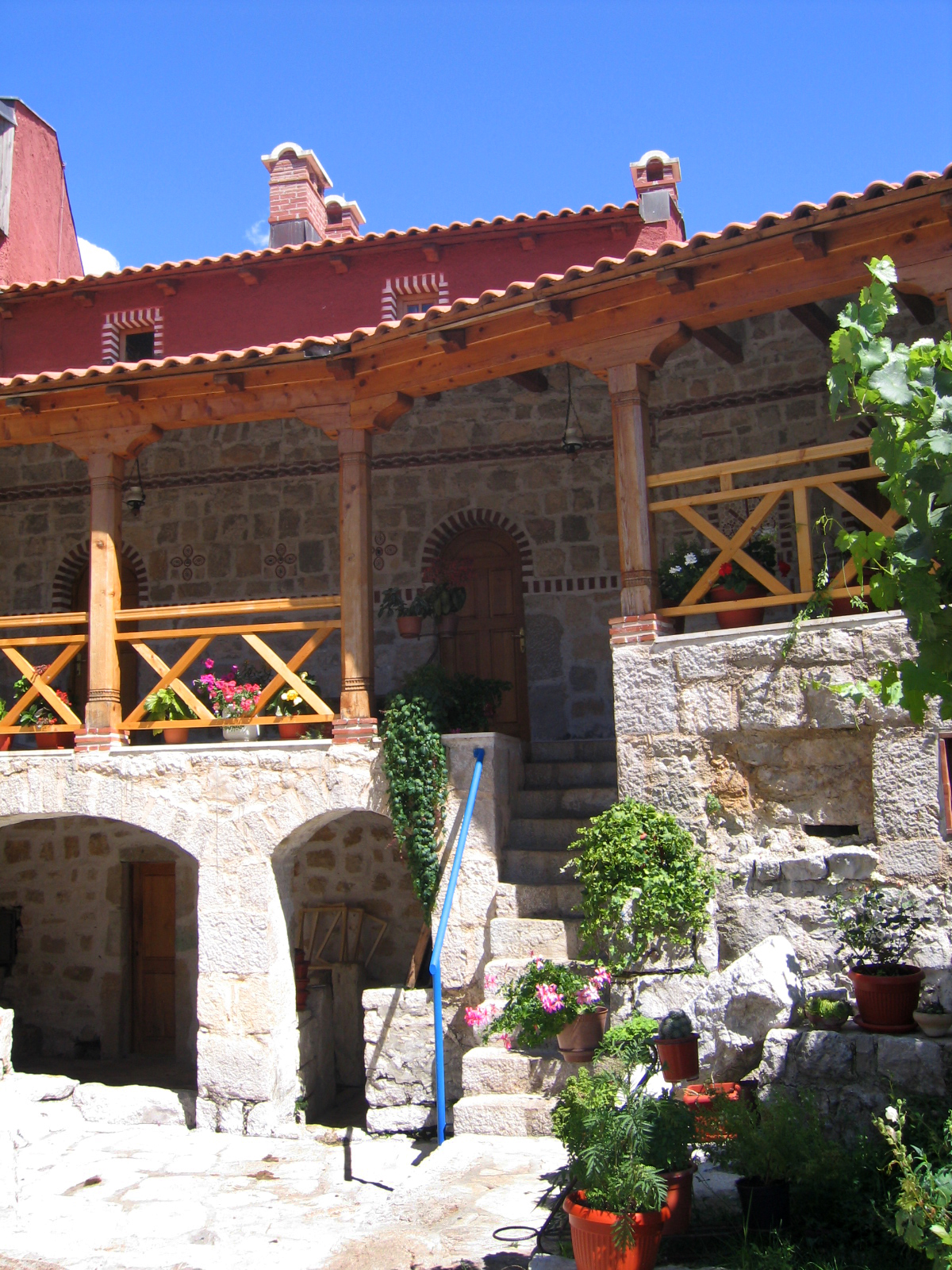
Садик и двор монастыря
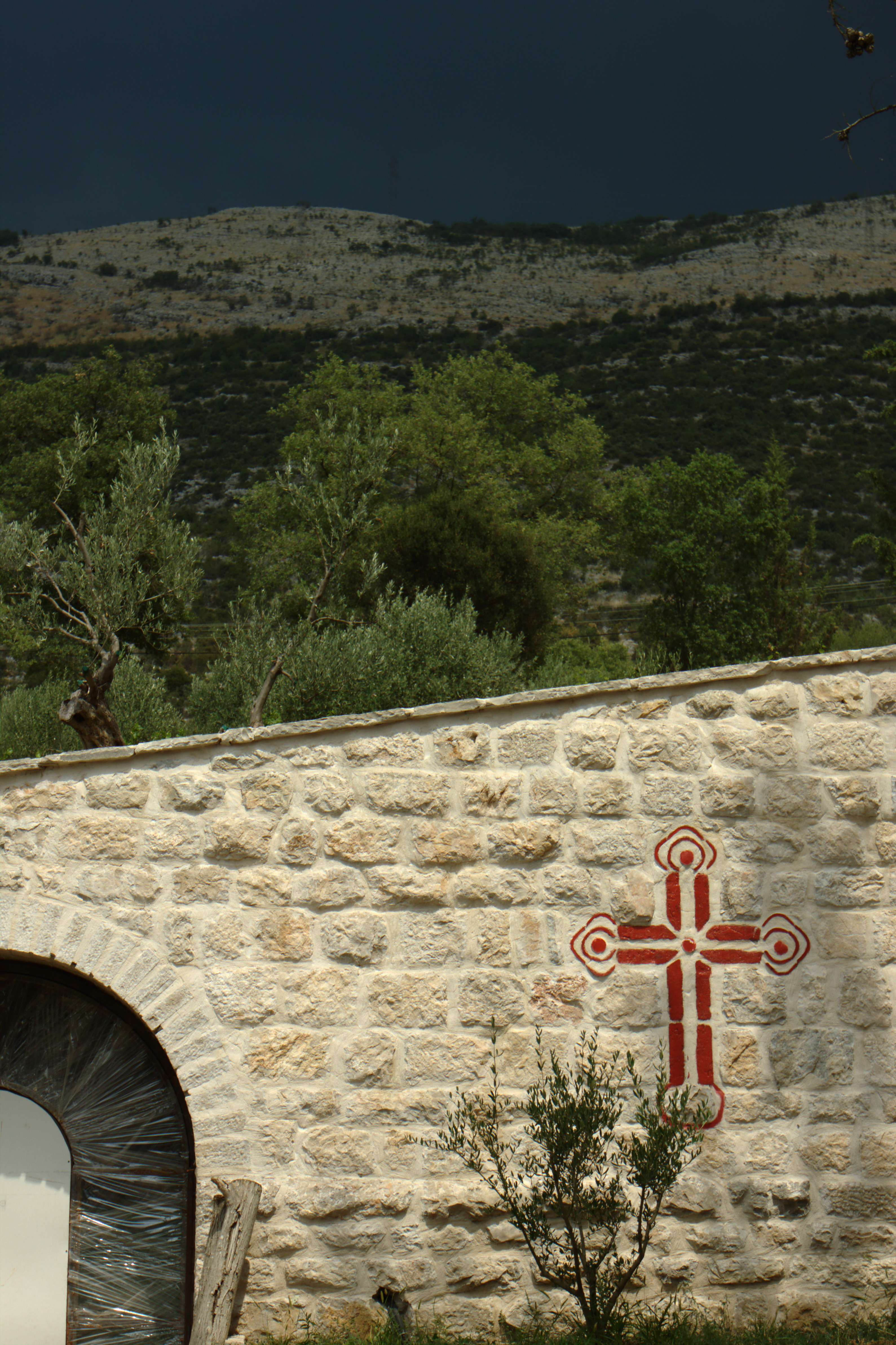
Крест на ограде монастыря